# Kraftsdorf
Kraftsdorf è un comune di 3 711 abitanti della Turingia, in Germania.
Appartiene al circondario (Landkreis) di Greiz (targa GRZ) ed è indipendente dalle comunità amministrative (Verwaltungsgemeinschaft).